# أريغو ساكي
أريغو ساكي (بالإيطالية: Arrigo Sacchi)‏ (النطق الإيطالي: ‎[arˈri:ɡo ˈsakki]‏؛ مواليد 1 أبريل 1946) مدرب كرة قدم سابق. درّب ميلان مرتين (1987–1991، 1996–1997) وحقق معهم نجاحات كبيرة. فاز بلقب دوري الدرجة الأولى الايطالي في موسمه الأول 1987–88 ثم سيطر على كرة القدم الأوروبية بالفوز مرة أخرى بكأس أوروبا في عامي 1989 و1990. من عام 1991 إلى عام 1996، درب منتخب إيطاليا لكرة القدم بين عامي 1991–1996 وقادهم إلى نهائي كأس العالم 1994، لكنه خسر أمام البرازيل في ركلات الجزاء الترجيحية.
يُعتبر ساكي واحداً من أعظم المدربين على الإطلاق ويعتبر فريق ميلان الذي دربه في الفترة ما بين 1987–1991 واحداً من أعظم الفرق التي لعبت هذه كرة القدم على الإطلاق، والبعض يصنفه بأنه الفريق الأفضل عبر التاريخ.
لم يكن ساكي أبدًا لاعبًا محترفًا لكرة القدم (كان يلعب كلاعب كرة قدم بدوام جزئي في أندية الهواة لعدة سنوات) وكان يعمل لعدة سنوات كبائع للأحذية. وأدى ذلك إلى اقتباسه الشهير الموجه إلى أولئك الذين تساءلوا عن مؤهلاته، حيث قال: «لم أدرك مطلقًا أنه لكي تصبح فارسًا، يجب أن تكون خيلًا أولاً.» هناك مقولة أخرى شهيرة لساكي وهي: «كرة القدم هي أهم الأشياء الأقل أهمية في الحياة.».

## إحصائياته التدريبية

### المنتخب
| الفريق  | البلد   | من         | إلى        | السجل | السجل | السجل | السجل | السجل  |
| الفريق  | البلد   | من         | إلى        | لعب   | ف     | ت     | خ     | فوز %  |
| ------- | ------- | ---------- | ---------- | ----- | ----- | ----- | ----- | ------ |
| إيطاليا | إيطاليا | يونيو 1991 | يونيو 1996 | 43    | 29    | 11    | 3     | 067٫44 |

## الإنجازات

### النادي
بارما
- الدوري الإيطالي الدرجة الثالثة (1): 1985–86

ميلان
- الدوري الإيطالي الدرجة الأولى (1): 1987–88
- كأس السوبر الإيطالي (1): 1988
- كأس أوروبا (2): 1988–89، 1989–90
- كأس السوبر الأوروبي (2): 1989، 1990
- كأس الإنتركونتيننتال (2): 1989، 1990
- كأس إيطاليا الوصيف (1): 1989–90

### المنتخب
إيطاليا
- كأس العالم الوصيف (1): 1994

### الفردية
- الزارع الذهبي (2): 1988، 1989
- جائزة مدرب العام من مجلة وورد سوكر (1): 1989[12]
- ثالث أعظم مدرب في التاريخ من مجلة فرانس فوتبول: 2019[13]
- سادس أعظم مدرب في التاريخ من مجلة وورد سوكر: 2013[1][14]
- سادس أعظم مدرب في التاريخ من مجلة ESPN FC: 2013[15]
- أفضل مدرب أوروبي في العام – جائزة سيب هيربيرغر (1): 1989
- أفضل مدرب أوروبي في الموسم (1): 1989–90
- قاعة مشاهير كرة القدم الإيطالية: 2011[16]

## وصلات خارجية
- أريغو ساكي على موقع IMDb (الإنجليزية)
- أريغو ساكي على موقع ديسكوغز (الإنجليزية)
- أريغو ساكي على موقع قاعدة بيانات كرة القدم.إي يو (الإنجليزية)
- أريغو ساكي على موقع ناشيونال فوتبول تيمز (الإنجليزية)
- أريغو ساكي على موقع عالم كرة القدم.نت (الإنجليزية)